# Lace Up
Albums de MGK
Half Naked & Almost Famous
(2012) Black Flag
(2013)
Singles
1. Wild Boy
Sortie : 27 septembre 2011
2. Invincible
Sortie : 24 avril 2012
3. Hold On (Shut Up)
Sortie : 6 août 2012
4. See My Tears
Sortie : 17 octobre 2012

Lace Up est le premier album studio de MGK, sorti le 9 octobre 2012.
L'album s'est classé 2e au Top R&B/Hip-Hop Albums et au Top Rap Albums, 3e au Top Digital Albums et 4e au Billboard 200.

## Liste des titres
| No  | Titre                                                                                        | Auteur                                                                                     | Contient un (des) sample(s) de                 | Durée |
| --- | -------------------------------------------------------------------------------------------- | ------------------------------------------------------------------------------------------ | ---------------------------------------------- | ----- |
| 1.  | Save Me (featuring M. Shadows et Synyster Gates – Produit par Woodro Skillson et Rami Beatz) | M. Shadows, S. Gates, R. Baker, B. Ewart, R. Eadeh                                         |                                                | 3:12  |
| 2.  | What I Do (featuring Bun B et Dubo – Produit par SykSense et Swirv)                          | R. Baker, J. Scruggs, I. Whitlow, B. Freeman, E. Allen                                     |                                                | 4:32  |
| 3.  | Wild Boy (featuring Waka Flocka Flame – Produit par GB Hitz et Southside)                    | R. Baker, J. Malphurs, J. Luellen, J. Mines, D. Langford                                   |                                                | 3:51  |
| 4.  | Lace Up (featuring Lil Jon – Produit par Drumma Boy)                                         | R. Baker, C. Gholson, J. Smith                                                             |                                                | 3:02  |
| 5.  | Stereo (featuring Alex Fitts – Produit par Alex KickDrum)                                    | R. Baker, A. Fitts                                                                         |                                                | 3:55  |
| 6.  | All We Have (featuring Anna Yvette – Produit par Anna Yvette et Frequency)                   | R. Baker, B. Fryzel, A. Masone                                                             |                                                | 3:27  |
| 7.  | See My Tears (Produit par J.U.S.T.I.C.E. League)                                             | R. Baker, E. Ortiz, K. Crowe, K. Bartolomei, A. Broekhuyse, B. Goeij, C. Burton, R. Nitzan | Rain d'Armin van Buuren featuring Cathy Burton | 4:10  |
| 8.  | D3MONS (featuring DMX – Produit par Dame Grease)                                             | R. Baker, D. Blackman, E. Simmons, K. Badelt, L. Gerrard                                   | Sorrow d'Hans Zimmer et Lisa Gerrard           | 4:21  |
| 9.  | Edge of Destruction (featuring Tech N9ne et Twista – Produit par Silent Mike et Swirv)       | R. Baker, M. Brascom, I. Whitlow, A. Yates, C. Mitchell                                    |                                                | 5:08  |
| 10. | Runnin’ (featuring Planet VI – Produit par Boi-1da et DJ Jazzy Jeff)                         | R. Baker, M. Samuels, J. Singh, T. Williams, T. Thomas, T. Thomas                          |                                                | 2:47  |
| 11. | Invincible (featuring Ester Dean – Produit par Alex da Kid)                                  | R. Baker, E. Dean, A. Grant                                                                |                                                | 3:07  |
| 12. | On My Way (Produit par JRB et Swirv)                                                         | R. Baker, J. Bishop, I. Whitlow                                                            |                                                | 4:10  |
| 13. | End of the Road (featuring Blackbear – Produit par MGK et Slim Gudz)                         | R. Baker, B. Allen, M. Musto                                                               |                                                | 4:04  |

| 14. | Half Naked & Almost Famous (Produit par MGK, Slim Gudz et Alex Kickdrum) | R. Baker, B. Allen, A. Fitts, T. Powers, A. Xayalith, A. Short                            | 2:51 |
| 15. | La La La (The Floating Song) (Produit par Chase N. Cashe)                | R. Baker, J. Woodard, A. Harry, T. Bastow                                                 | 3:54 |
| 16. | Hold On (Shut Up) (featuring Young Jeezy – Produit par JP Did This 1)    | R. Baker, E. Johnson, J. Jenkins                                                          | 3:30 |
| 17. | Warning Shot (featuring Cassie – Produit par J.R. Rotem, Aliby)          | R. Baker, J. Rotem, P. Ring, J. Bevan, E. Congreave, W. Gervers, Y. Philippakis, J. Smith | 3:21 |